# Banhos des Pâquis

Banhos des Pâquis (em francês:  Bains des Pâquis) são banhos públicos, uma verdadeira praia lacustre no centro mesmo de Genebra, Suíça, na chamada  angra de Genebra. Uma pequena ponte dá acesso aos banhos públicos e respectiva praia, com balneários, sauna, local para banhadas e torre de saltos. 
Os banhos do Pâquis situados no quarteirão do mesmo nome, Les Pâquis, são uma verdadeira instituição genebrina desde 1932. Eles são também, e ao mesmo tempo, um formidável exemplo da Genebra cosmopolita e um orgulho da cidade como demonstrou o  referendum efectuado em 1988  para manter e renovar os banhos do Pâquis e que foram aceites por 72% dos votantes! . Hoje é uma associação Association d'usagers des Bains des Pâquis que gere os banhos e que festejou em 2008 os 20 anos de existência.

## Imagens

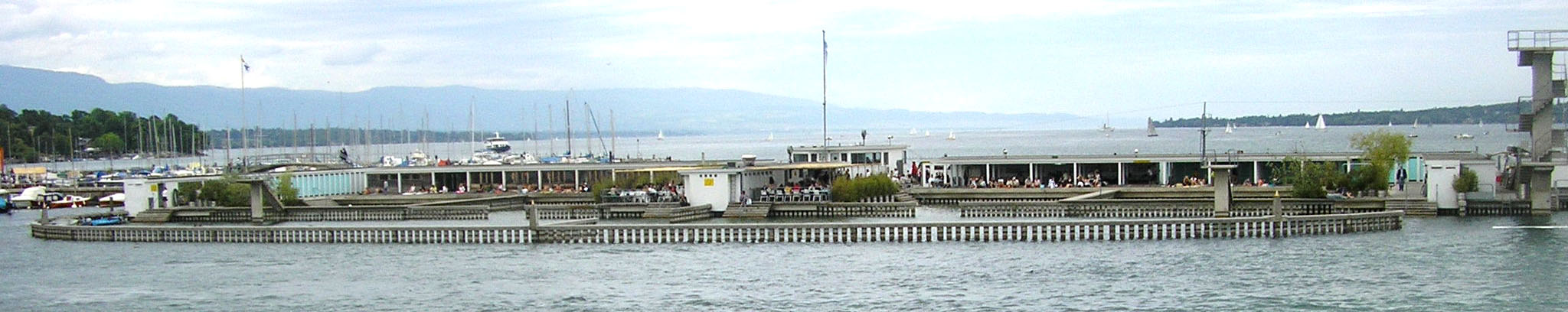
Vista do largo

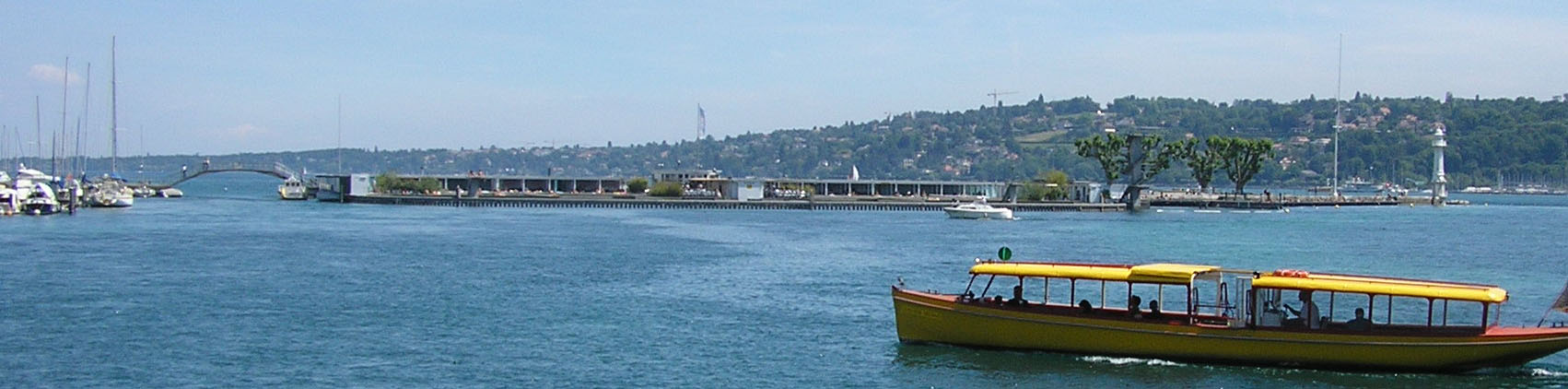
Vista a partir do pontão da CGN

Imagens dos banhos do Pâquis  
e Vista a 360° da angra de Genebra e dos banhos